# Tutti i nostri desideri
Tutti i nostri desideri (Toutes nos envies) è un film del 2011 diretto da Philippe Lioret..

## Trama
A Lione, la giovane magistrato Claire ha una famiglia felice con due bambini, ma un giorno scopre di avere un glioblastoma, nel suo caso un tumore cerebrale non operabile. Nonostante la sua vita felice, decide di tener nascosta la malattia al marito e alla madre.
Allo stesso tempo si trova a dover difendere Céline, una madre costretta a tirar su da sola una figlia e con diversi debiti con gli istituti di credito. Il problema è che Claire non vuole curarsi, ed il tempo del processo stringe.

## Distribuzione
La pellicola è stata distribuita nelle sale italiane l'11 maggio 2012, dopo essere stata presentata alla 68ª Mostra internazionale d'arte cinematografica di Venezia.